# Sloanea bathiei
Sloanea bathiei är en tvåhjärtbladig växtart som beskrevs av C. Tirel. Sloanea bathiei ingår i släktet Sloanea och familjen Elaeocarpaceae. Inga underarter finns listade i Catalogue of Life.